# Tillandsia dyeriana
Tillandsia dyeriana es una especie de planta epífita dentro del género  Tillandsia, perteneciente a la  familia de las bromeliáceas. Es originaria de Ecuador, donde se distribuye por la Provincia del Guayas.

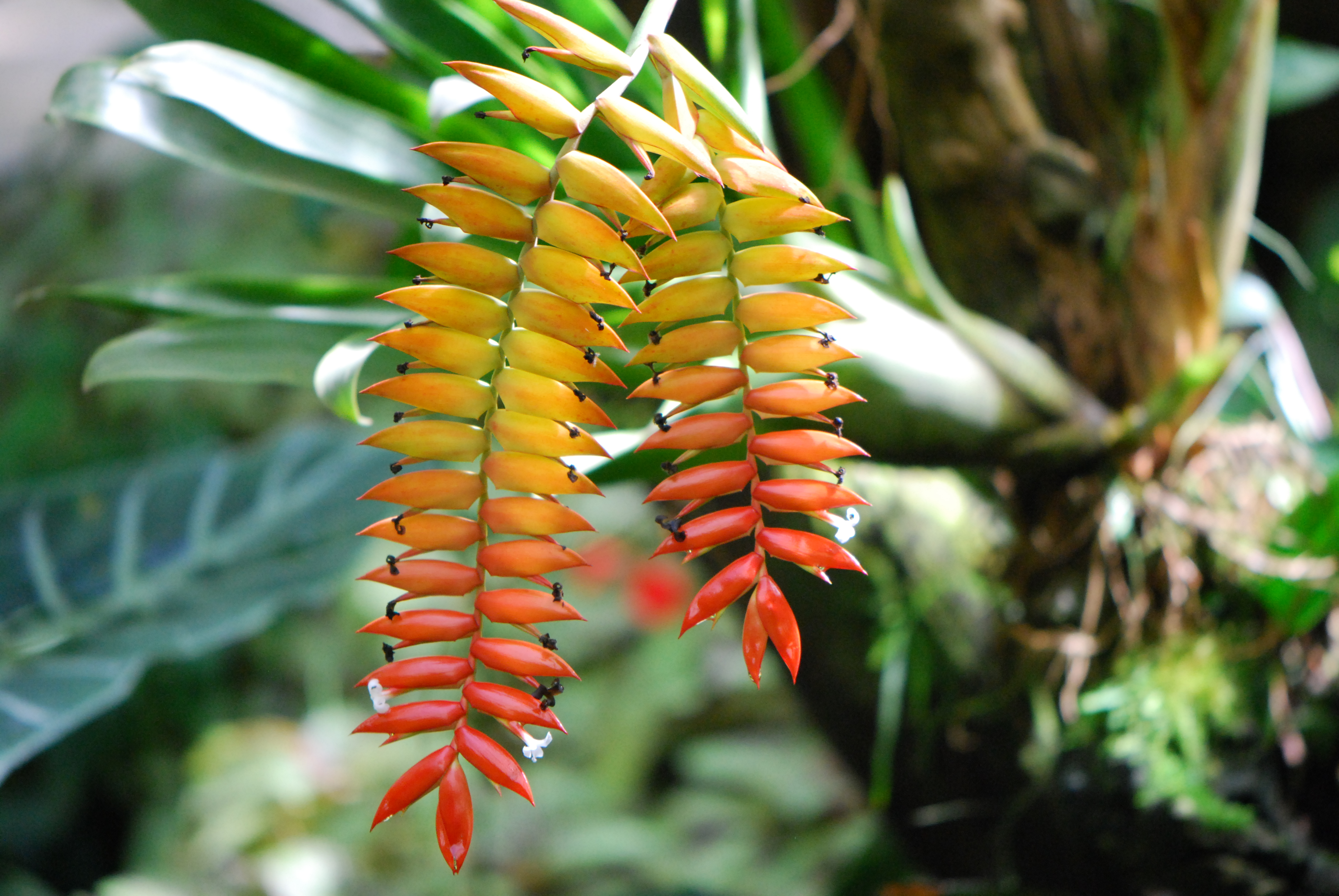
Vista de la planta

## Taxonomía
Tillandsia dyeriana fue descrita por Édouard-François André y publicado en Enumeration des Bromeliacees Recoltees 8. 1888.
Etimología
Tillandsia: nombre genérico que fue nombrado por Carlos Linneo en 1738 en honor al médico y botánico finlandés Dr. Elias Tillandz (originalmente Tillander) (1640-1693).
dyeriana: epíteto otorgado en honor del botánico William Turner Thiselton Dyer.
Sinonimia
- Tillandsia rutschmannii Rauh	[4][5]